# Gorica (Sukošan)
Gorica falu Horvátországban Zára megyében. Közigazgatásilag Sukošanhoz tartozik.

## Fekvése
Zárától légvonalban 17 km-re, közúton 22 km-re délkeletre, községközpontjától 8 km-re, közúton 14 km-re keletre, Dalmácia északi részén fekszik.

## Története
A település nevét onnan kapta, hogy a Gorica nevű domb lejtőin fekszik. Első írásos említései a 14. században 1345-ben és 1389-ben történtek. Akkoriban ez a terület a tkoni Szent Kozma és Damján bencés kolostor birtokai közé tartozott. Plébánosát 1462-ben említik először, de a plébánia ennél valószínűleg sokkal régebbi. Amikor a 16. század első felében a török elfoglalta ezt a területet a lakosság a velencei fennhatóság alatt álló parti területeken és a szigeteken keresett menedéket. Legnagyobb részük Krmčinán és Pašmanon telepedett le. Ez a helyzet 1521-től 1658-ig tartott, amikor az írásos dokumentumok szerint a goricai plébánosok sora megszakadt.
A török veszély elmúltával a 17. század végén megkezdődött a falu újjáépítése. 1797-ig a Velencei Köztársaság része volt, majd miután a francia seregek felszámolták a Velencei Köztársaságot és a campo formiói béke értelmében osztrák csapatok szállták meg. 1806-ban a pozsonyi béke alapján az Első Francia Császárság Illír Tartományának része lett. 1815-ben a bécsi kongresszus újra Ausztriának adta, amely a Dalmát Királyság részeként Zárából igazgatta 1918-ig. A településnek 1857-ben 247, 1910-ben 553 lakosa volt. Az első világháború után a rapallói szerződés értelmében Zára a környező városokkal és településekkel együtt Olaszország fennhatósága alá került. Az 1943. szeptemberi olasz kapituláció után horvát csapatok vonultak be a településre, amely ezzel visszatért Horvátországhoz. A településnek 2011-ben 671 lakosa volt, akik főként mezőgazdasággal, állattenyésztéssel foglalkoztak.

## Lakosság
| Lakosság változása | Lakosság változása | Lakosság változása | Lakosság változása | Lakosság változása | Lakosság változása | Lakosság változása | Lakosság változása | Lakosság változása | Lakosság változása | Lakosság változása | Lakosság változása | Lakosság változása | Lakosság változása | Lakosság változása | Lakosság változása |
| ------------------ | ------------------ | ------------------ | ------------------ | ------------------ | ------------------ | ------------------ | ------------------ | ------------------ | ------------------ | ------------------ | ------------------ | ------------------ | ------------------ | ------------------ | ------------------ |
| 1857               | 1869               | 1880               | 1890               | 1900               | 1910               | 1921               | 1931               | 1948               | 1953               | 1961               | 1971               | 1981               | 1991               | 2001               | 2011               |
| 247                | 287                | 329                | 387                | 456                | 553                | 581                | 626                | 760                | 892                | 1.041              | 1.043              | 1.003              | 1.142              | 896                | 671                |

## Nevezetességei
- Vrčevo vára
- Keresztelő Szent János tiszteletére szentelt templomát 1354-ben említik először, 1376-ban megújították. A ciprusi háború során 1570 után valószínűleg ezt a templomot is lerombolta a török. A mai plébániatemplom elődje 1600 körül épült Gorica és Raštane között. Mivel azonban a 19. századra ez is romos állapotba került 1848-ban a régi helyén építették újjá. 1894-ben megújították. A templom egyhajós épület sekrestyével. Főoltára kőből épül fa retablóval, melyen Keresztelő Szent János képe látható. Szentségtartója aranyozott sárgaréz. A szembemiséző oltár fából készült. A templomban talapzatokon Keresztelő Szent János, a Lourdes-i Szűzanya és a Rózsafüzés királynőjének szobrai láthatók. A homlokzat feletti harangtoronyban két harang található.[2]